# Bengt Packalén
Bengt Gustav Thorvald Packalén, född 6 juni 1946 i Borgå, är en finländsk journalist och författare.
Packalén var länge verksam vid Finlands rundradios samhälls- och kulturredaktion innan han 1991 blev kulturchef vid Sveriges radio i Stockholm. Han utsågs 2002 till chef för Finlandsinstitutet i Stockholm. I hans författarskap märks de personligt skrivna reseskildringarna Svarta tårar, röd jord (1985) och Belfast är bara ett annat Burundi (1989) om Kuba respektive Irland. Isränder (1991) ger impressionistiska bilder från en uppväxt i havets närhet.